# Қазпошта
Казпошта (каз. Қазпошта) — національний оператор поштового зв'язку Казахстану зі штаб-квартирою в Нур-Султані. Є акціонерною компанією та входить до державного холдингу «Самрук-Казина». Член Всесвітнього поштового союзу.

## Історія
Після проголошення незалежності Казахстану у 1991 році було засновано АТ «Казпошта», що з 1992 року стало повноправним членом Всесвітнього поштового союзу. 5 квітня 1993 року згідно Постанови Уряду Казахстану «Про вдосконалення структури управління галузі зв'язку Республіки Казахстан» пошта та електрозв'язок розділені в окремі відомства. У листопаді 1995 року «Казпошта» стала самостійним господарюючим суб'єктом і перетворилася на Республіканське державне підприємство поштового зв'язку (РДППЗ).
Влітку 1999 року розпочато процес реформування пошти після прийняття Постанови Уряду Казахстану від 27 травня 1999 року «Про заходи щодо стабілізації та фінансового оздоровлення поштової галузі». 20 грудня 1999 року РДППЗ було перетворено на ВАТ «Казпошта» зі стовідсотковою участю держави у статутному капіталі. Підприємство зареєстровано із загальним капіталом 903,66 млн тенге, початковий статутний капітал товариства був сформований виключно у формі будівель і устаткування. Ситуація погіршувалася важким фінансовим станом поштової галузі — заборгованість РДППЗ за період з 1993 по 2000 рік перед накопичувальними пенсійними фондами, по заробітній платі і податках становила 140 млн тенге, сума накопичених збитків минулих років за ці роки склала понад 250,6 млн тенге.
Програма розвитку поштової галузі і формування поштово-ощадної системи на 2000-2003 роки стала основою для створення в Казахстані поштово-ощадної системи на базі роздрібної мережі відділень поштового зв'язку. Як джерело фінансування для її реалізації послужила позика Ісламського банку розвитку у розмірі 9 млн доларів під держгарантію, випуск внутрішніх облігацій на суму 1,4 млрд. тенге, а також постійне збільшення урядом країни статутного капіталу компанії. Казахстан став першим серед країн СНД, що розробив поштово-ощадну систему. Результати діяльності АТ «Казпошта» зі створення повноцінної поштово-ощадної системи були визнані успішними Регіональним співтовариством в галузі зв'язку.
У жовтні 2006 року в Алмати було створено підприємство «Електронпост.kz» з надання послуг інформаційної логістики, включно з роздрукуванням та конвертуванням поштових відправлень.

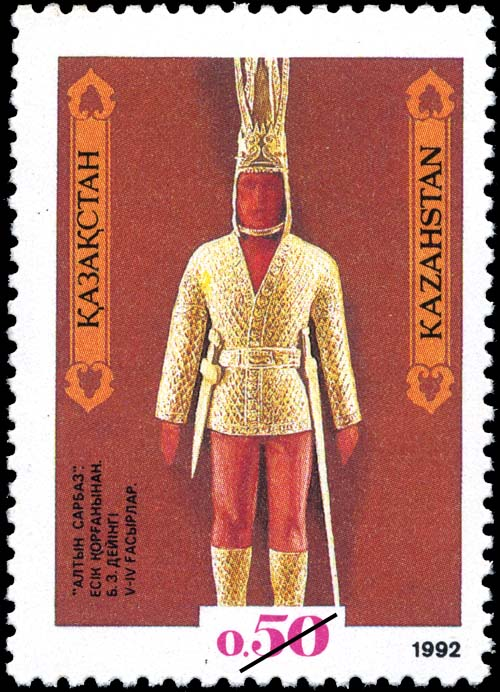
Перша поштова марка Казахстану (1992). Художник Г. Комлєв

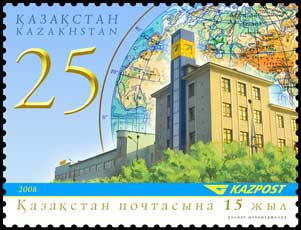
Поштова марка, присвячена 15-річчю «Казпошти»

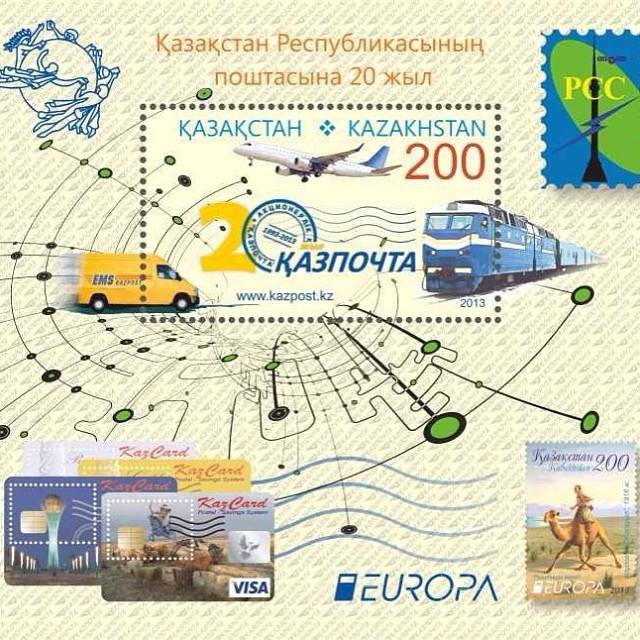
Поштовий блок, присвячений 20-річчю «Казпошти»

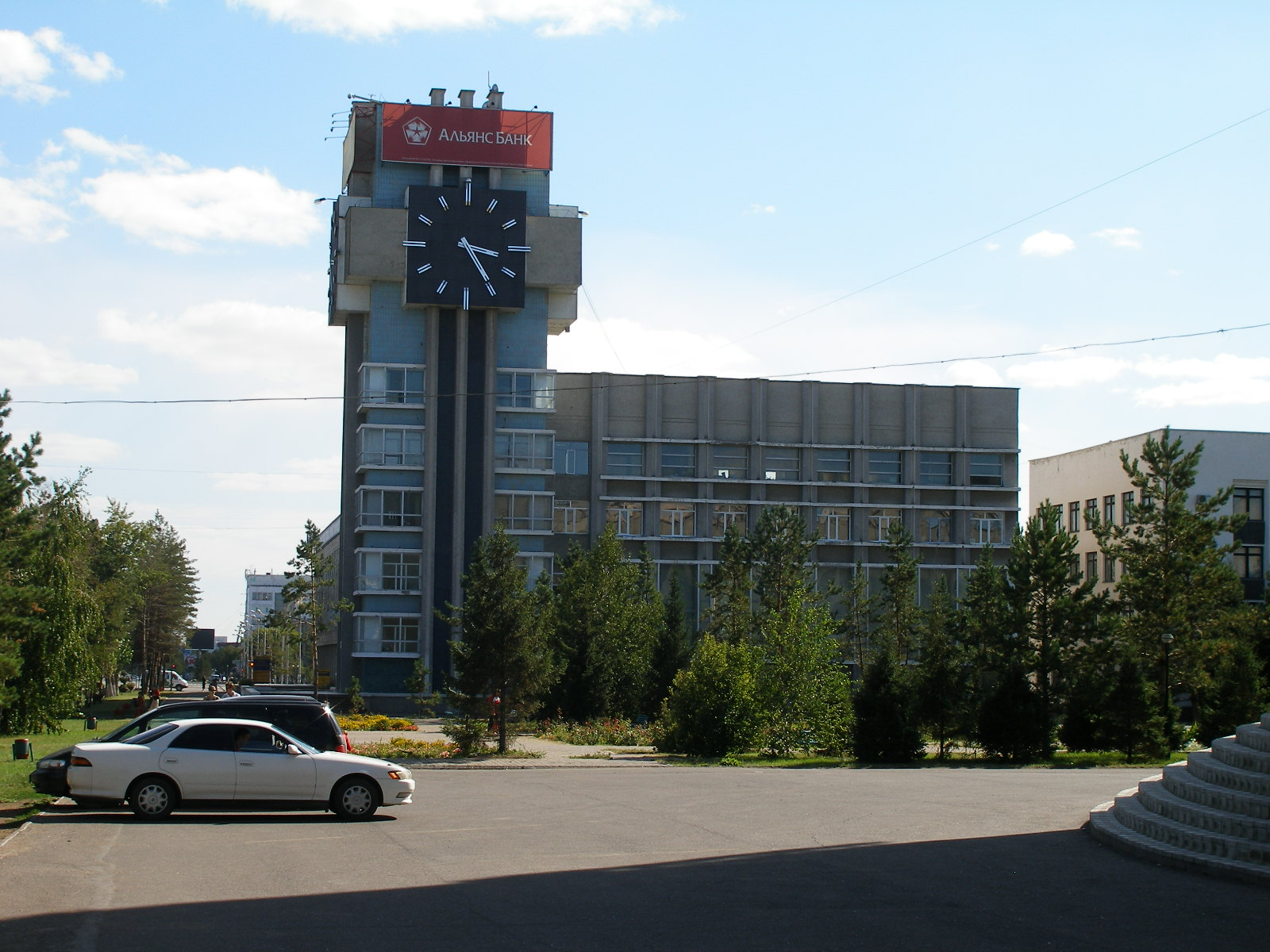
Головпоштамт у Павлодарі

У грудні 2007 року «Казпошта» отримала статус асоційованого члена міжнародної платіжної системи «Visa Inc.» і розпочала випуск платіжних карток «Visa». У січні 2013 року «Казпошта» стала принциповим учасником «MasterCard Worldwide», з серпня того ж року — «Visa International».
У лютому 2008 року у Німеччині спільно з німецькими партнерами для здійснення функцій логістики, каталожної торгівлі, збору і пересилки поштової кореспонденції з Німеччини до Казахстану відкрито дочірнє підприємство «Kazpost GmbH».
19 грудня 2012 року, у рамках проведеної «Казпоштою» системної модернізації поштової мережі, в Астані було відкрито перше в Казахстані цілодобове відділення «Post-24». Перша цілодобова зона обслуговування клієнтів «Post-24» надає поштові та фінансові послуги, обслуговуючи співробітників більше 30 міністерств, відомств, державних холдингів, національних компаній і мешканців столиці.
У 2012 році Всесвітній поштовий союз вручив сертифікат про присвоєння казахстанському оператору поштового зв'язку рівня «В» («срібний» рівень) за управління якістю. Сертифікат був виданий як визнання ефективності реформ, які здійснювало АТ «Казпошта».
У 2014 році «Казпошта» стала учасником програми «Трансформація» групи компаній «Самрук-Казина».
Протягом 2014 року були введені такі нововведення, як запуск першої автоматизованої поштової станції (поштомат). На сьогодні кількість поштоматів становить 131, протягом 2020 року планується збільшити кількість до 240 одиниць. Також творено перший мобільний додаток «MyKazpost». Старт таких нових поштових послуг, як гібридна електронна пошта і «Print2Card», які надають можливість відправляти в онлайн-режимі і в режимі 24/7 листи і листівки.
У грудня 2015 відбулося відкриття в Астані першого маркету посилок, що дозволяє самостійно отримувати посилки без участі оператора (сьогодні через маркети посилок видається від 600 до 1500 посилок на день). Також здійснено запуск мереж поштоматів (автоматизованих поштових станцій для отримання і відправки посилок); запуск бота в месенджері «Telegram»; модернізацію і розвиток контактного центру; впровадження системи електронної черги; привласнення трек-номера міжнародним поштовим відправлень; SMS-повідомлення на номер клієнта для оповіщення про доставку посилки; запуск оформлення авіаквитків і страхування через відділення Казпошти.
У 2016 році відкрито центральне модернізоване відділення в Астані, запущено сервіс «Vpost.kz», що дозволяє замовляти товари з інтернет-магазинів США, запущено нові послуги «Salem», «Online», що надає можливість оплачувати послуги онлайн на сайті Post.kz.
У 2017 році здійснено перехід на сервісну модель; запуск власний процесинговий центр з випуску платіжних карт; випуск платіжних карт «Kazpost» та «AliExpress»; здійснено перший в історії країни запуск доставки посилок дронами; відкриття першого цифрового офісу, оснащеного інноваційним обладнанням, що надає поштові та фінансові послуги; запуск нового сервісу для листонош «Mobile Postman», що дозволяє збільшити ефективність роботи листонош у зв'язку з можливістю інтегрування всіх необхідних документів до поштово-логістичної системи через спеціальний мобільний застосунок; запуск автоматизованої сортувальної лінії, що дозволяє підвищити швидкість обробки посилок до 10 разів; відкриття e-commerce-центрів.
У 2018 році запущена франчайзингова мережа для потенційних партнерів з метою досягнення мінімальної доступності послуг для клієнтів навіть в найвіддаленіших пунктах.
У березні 2018 запущений вдосконалений дрон, який здатний доставляти посилки вагою до чотирьох кілограмів.

## Структура
Засновником АТ «Казпошта» є Уряд Республіки Казахстан. 23 лютого 2006 року державний пакет акцій компанії переданий у підпорядкування державного холдингу «Самрук-Казина», який у 2008 році перетворений на АТ «Фонд національного добробуту «Самрук-Казина».
Органом управління АТ «Казпошта» є рада директорів, що здійснює керівництво над діяльністю компанії, за винятком питань, віднесених законодавством Казахстану або статутом «Казпошти» до виключної компетенції єдиного акціонера або правління, а також контроль над діяльністю правління компанії в межах своєї компетенції. Колегіальним виконавчим органом «Казпошти» є правління, яке має право ухвалювати рішення з будь-яких питань діяльності компанії, що не віднесених законодавством та статутом до компетенції єдиного акціонера і Ради директорів.

## Діяльність
Серед основних послуг, що надавалися компанією на 2013 рік — доставка письмової кореспонденції, простих відправлень (бандеролей та посилок), експрес-доставка відправлень EMS-Kazpost, здійснення грошових переказів, випуск та обслуговування платіжних карток. Також поштові відділення здійснюють прийом та комунальних платежів, доставку пенсій та допомог, розповсюдження друкованих видань.
З 2012 року «Казпошта» є провідником національної інвестиційної програми «Народне IPO », надаючи брокерські та трансагентські послуги.